# Musikteori
Musikteori, ibland musiklära, är läran om musikens uppbyggnad och form ur ett dels praktiskt hantverkligt, dels i viss mån naturvetenskapligt perspektiv (se akustik), även hur den uppfattas och varför. Angränsande ämnen som musikestetik behandlar den i stället ur ett antropologiskt eller kulturhistoriskt perspektiv. Viktiga underämnen är akustik, notskrift, harmonilära och gehörslära. Musikteori begagnar sig ofta av ett analytiskt tillvägagångssätt. Mer praktiskt orienterad musikteori omfattar improvisationslära och kompositionslära. Ett ämne som ofta influerat musikteorin på senare år är psykoakustiken.

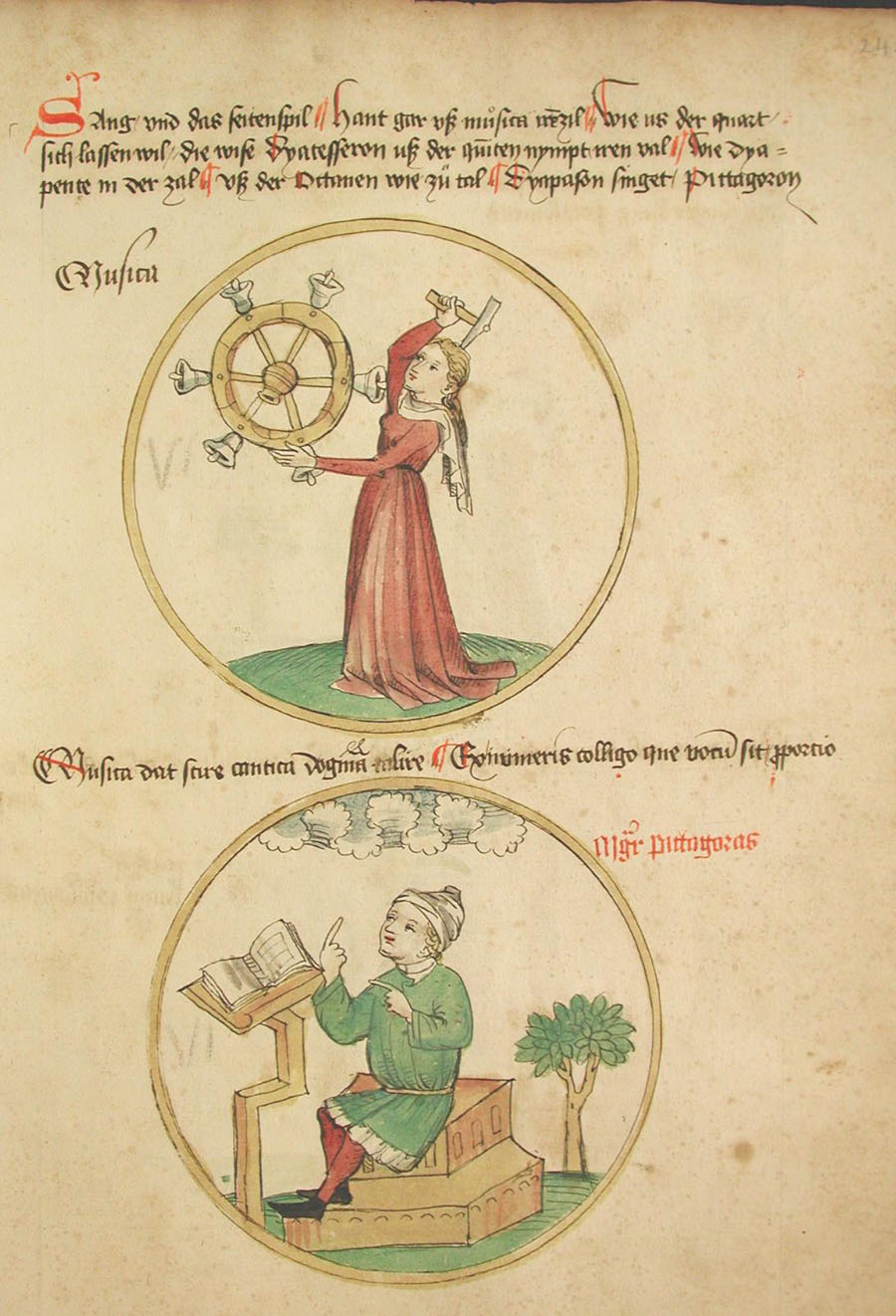
Musiken och Pythagoras (en av de första musikteoretikerna), tysk illustration från 1400-talet.

## Begrepp
Musikteorin använder sig av många särskilda skrivsätt och begrepp. Nedan beskrivs några av de vanligaste. Observera att de flesta begreppen i musikteorin förhåller sig till hur fenomenen uppfattas (av människan), vilket inte ska förväxlas med respektive fysikalisk härledning. Gränserna överlappar dock.

### Grundläggande

#### Ton
Toner är ljud med uppfattningsbar höjd. Deras ljudkällor vibrerar med enskilda frekvenser, vilket skiljer dem från buller eller brus, vars källor vibrerar med många frekvenser som blir svåra att särskilja för det mänskliga örat. Toner kan delas upp i deltoner, där den lägsta kallas för grundton och de övriga för övertoner. Grundtonen bestämmer tonens höjd medan övertonerna bestämmer klangfärgen.
Toner av varierande höjd inordnas i en skala. På grund av begränsningar i hur många frekvenser som kan uppfattas och tolkas använder sig musik av ett relativt begränsat antal toner (några hundra, beroende på sammanhang). Släktskap mellan tonerna gör att vissa passar bra att använda tillsammans, och en skala utgör ett sådant "förråd" av toner för musikaliskt bruk. Förmågan att höra, memorera och skilja på tonhöjder kallas för gehör (mer om detta nedan).

#### Rytm
Rytm är en fördelning över tiden av toner och uppehåll (pauser). Början av en ton kallas för ett anslag, slutet för ett avslag. Tonens varaktighet kallas för pulsvärdet eller rytmvärdet, vilket mäts i ett antal slag. Dessa är ofta relativa till en puls i ett specifikt tempo.
Betonade slag eller toner är sådana som har en dominerande verkan över andra, och får därför en mer framträdande plats i rytmiken. Betonade toner är vanligen längre eller starkare, eller följer regelbundenhet som tidigare betoningar etablerat.
Rytm kan delas in i additiv och divisiv rytm. I det tidigare fallet upplevs rytmen som en följd av längder som bara relaterar till sina grannar. I divisiv rytm uppfattas däremot rytmvärdena som delar av en hierarki. Divisiv rytm är dominerande i den västerländska musiken. Regelbundna betonade slag ger upphov till en taktart.
Tonhöjden, klangfärgen och rytmiken kan ses som musikens tre "dimensioner". De kan jämföras med en bild där tonhöjden utgör vertikalförhållandet, rytmen horisontalförhållandet, och klangen färgen. Härav används ibland uttryck som "vertikalt komponerad musik". Underligt nog är alla de tre elementen inget annat än tidsförhållanden i olika frekvenser (rytmen i frekvenser under 20 Hz, tonhöjden i frekvenser ca 20-10 000 Hz och övertonerna ca 40-20 000 Hz).

#### Tonuppfattning
Intervall är avståndet i höjd mellan två toner. Varje intervall svarar mot ett visst förhållande mellan tonernas frekvens. Detta gör att de enkelt kan placeras in som förhållandet mellan två toner i den harmoniska deltonserien som ju är en harmonisk talföljd. Observera att "intervall" aldrig betecknar tidsförhållanden inom musiken.
Eftersom den mänskliga tonuppfattningen är periodisk, uppfattas toner i vissa intervall som likartade. Dessa intervall kallas för rena intervall (mer om detta nedan). Det renaste intervallet anses vara oktaven, vars toner har frekvensförhållandet 2:1. Dessa uppfattas som om de hade "samma" höjd, och kallas därför för unisona (av italienskans unisono, förenade klanger). Oktaven utgör även det första intervallet i den harmoniska deltonserien.
Andra viktiga intervall är kvinten som har frekvensförhållandet 2:3 (i ren stämning, se nedan) och återfinns mellan andra och tredje deltonen i den harmoniska deltonserien, samt tersen med förhållandet 5:4 (stor) respektive 5:6 (liten), som är grunden för dur- och molltonalitet.
Intervallens egenskaper är grunden för hur såväl tonsystem, skalor och harmonier konstrueras. En teoretisk komplikation är att intervallens förhållanden inte alltid går jämnt ut. Exempelvis borde en stapling av 12 kvinter på varandra ge upphov till samma intervall som sju oktaver, men blir i själva verket något större (se Pythagoras komma för beräkningen). För att undkomma detta används tempererade tonsystem.

#### Konsonans och dissonans
Intervall som anses stabila kallas för konsonanta, motsatsen för dissonanta. Begreppen ses ofta som polära, men i samband med exempelvis fyrstämmig sats kan man behöva dra en absolut gräns.

### Tonsystemet

#### Skalor och modi
Skalor (av italienska scala, 'stege') är ett förråd av toner inom spannet av en oktav som utgör grunden för melodier eller harmonier. Skalor skrivs vanligen ut nerifrån och upp. Den första tonen i skalan är dess grundton (ej att förväxla med grundtonen i ett deltonsspektrum, se ovan). Skalor klassificeras efter hur många toner de innehåller; till exempel kallas en skala med fem toner pentatonisk, en med sex toner hexatonisk, och en med sju toner septatonisk.
De diatoniska (av dia, väg) skalorna består av två tetrakord med hela tonsteg, separerade av halva tonsteg. De utgör grunden för dur- och mollskalorna och kyrkotonarterna. Den kromatiska skalan består av tetrakord med enbart halva tonsteg.
Västerlandets musiktradition, i synnerhet mellan bygger i stor utsträckning på diatonik och kromatik. Med modus (plural modi) menas vanligen skalor som inte är diatoniska eller kromatiska.

#### Tonnamn
I den västerländska musiktraditionen utgår alla tonnamn från en diatonisk skala (C-dur), vars toner kallas för stamtoner. De kromatiska toner som kan uppstå av höjningar eller sänkningar av stamtonerna kallas för härledda toner. Det gör att hela tonsystemet består av tolv toner, varav sju stamtoner och fem härledda toner. 
På klaverinstrument som piano utgör stamtonerna de vita tangenterna, och de härledda tonerna de svarta. En intressant följd av stamtonernas placering gör att de svarta tangenterna i sig utgör en pentatonisk skala.
Stamtonernas namn är ett mycket omdebatterat ämne, med förvånansvärt olika praxis i olika länder. De namngavs ursprungligen efter vissa stavelser i en gregoriansk sång (se solmisation) till ut re mi fa sol la si, vilket de fortfarande heter i Frankrike och vissa delar av Afrika. I Italien kom namnet på den första tonen att bytas ut mot do. I Tyskland namngavs tonerna efter de första bokstäverna i alfabetet (A B C D E F G), men sedan man hade börjat skriva B på två olika sätt – runt då man ville ha det sänkt men fyrkantigt h-liknande då man ville ha själva stamtonen – började man läsa den senare fel som H. Vid det laget hade dock skalan med B exporterats till England, som fortfarande använder det systemet. Olika delar av världen idag använder i princip något av dessa fyra sätt.
| Namn på stamtonerna i olika länder* | Namn på stamtonerna i olika länder* | Namn på stamtonerna i olika länder* | Namn på stamtonerna i olika länder* | Namn på stamtonerna i olika länder* | Namn på stamtonerna i olika länder* | Namn på stamtonerna i olika länder* | System                                         | Används i |
| --- | ----------------------------------- | ----------------------------------- | ----------------------------------- | ----------------------------------- | ----------------------------------- | ----------------------------------- | ---------------------------------------------- | --- |
| ut | re                                  | mi                                  | fa                                  | sol                                 | la                                  | si                                  | Det ursprungliga latinska solmisationssystemet | |
| do | re                                  | mi                                  | fa                                  | sol                                 | la                                  | si                                  | Italienskt                                     | Italien och i liten mån USA och England                                                                      |
| ut | ré                                  | mi                                  | fa                                  | sol                                 | la                                  | si                                  | Franskt                                        | Fransktalande länder                                                                                         |
| sa | re                                  | ga                                  | ma                                  | pa                                  | dha                                 | ni                                  | Raga                                           | Indien |
| C | D                                   | E                                   | F                                   | G                                   | A                                   | H                                   | Tyskt                                          | Tyskland och Centraleuropa, Norden inklusive Sverige (traditionellt)                                         |
| C | D                                   | E                                   | F                                   | G                                   | A                                   | B                                   | Engelskt och det ursprungliga bokstavssystemet | Större delen av den engelskspråkiga världen (inklusive USA). Sedan 1990-talet förekommer det även i Sverige. |
| *Observera att det italienska respektive tyska systemet började på olika toner, så att ut/do blev C i det tyska systemet. Skalornas repetivitet gör att A återkommer efter G igen. |                                     |                                     |                                     |                                     |                                     |                                     |                                                | |

Under slutet av 1900-talet har det engelska systemet fått en allt större spridning även i andra länder, troligen på grund av den amerikanska skiv- och nothandelns dominans under denna tid. Bland musiker i de nordiska länderna försiggår en ofta intensiv debatt om huruvida H eller B ska användas. I synnerhet i ackordanalys, populärmusik och musikundervisning använder många svenskar det anglosaxiska systemet, så att H ofta kallas B. Den ton som ligger två halvtonsteg under C och tidigare kallades B betecknas idag vanligen B♭, och kallas på svenska ofta Bess. För källor och fler detaljer, se B, H och Bess. 
Anhängare av det gamla systemet framför ofta att den svenska musiktraditionen är en del av en större tysk och centraleuropeisk tradition som skiljer sig från den anglosaxiska, och att nya benämningar skapar inkonsekvens mot tidigare system. Namnet B kan dessutom anses vara en anglicism. Anhängare av det engelska systemet framhåller ofta att B är en mer konsekvent och lättförståelig benämning.

### Musikaliska element

#### Harmoni
En harmoni (kan också benämnas ackord) är en enhetlig klang av toner, antingen samtidiga eller i följd (brutna). Harmonier är konsonanta eller dissonanta beroende på vilka intervall de innehåller. Harmoniföljder består ofta av dissonanser som upplöses till konsonanser.
I tonal musik styrs det harmoniska förloppet av ackordens relationer (funktion) till ett tonikaackord, en så kallad tonart. Detta kan beskrivas med funktionsanalys.
Det finns flera förkortningar för harmonier, vanligast är ackordanalys och generalbas. De används för improvisation, eller som skisser.

#### Melodi
En melodi är en följd av tonhöjder, oftast rytmiserad. De konstrueras ofta utifrån en befintlig skala eller harmoniföljd. man kan skilja på musik med endast en primär melodi (enstämmig, monofon), flera stämmor med en som dominerar (homofon), eller flera självständiga stämmor (polyfon).
Melodins tonalitet brukar betecknas som modal, tonal, fritonal eller atonal.
Melodier rör sig antingen stegvis (ett tonsteg i taget) eller språngvis (större intervall).

#### Repris
En repris är en upprepning av en strof eller fras. Några exempel på repris är refräng, riff och melodislinga.

### Formlära
Formläran beskriver och diskuterar hur musik byggs upp av elementen i förra avsnittet, nivå för nivå, upp till en hel låt, fuga, karaktärsstycke, sonat, musiken till en opera eller vad det nu är.
Viss information återfinns för närvarande i artiklar om enskilda formtyper, såsom:
- Aria
- Ballad
- Chaconne och Passacaglia
- Fantasi (musik)
- Fuga
- Impromptu
- Menuett
- Musikstycke
- Romans (observera att begreppet Lied på svenska är mer begränsat)
- Scherzo
- Sonat
- Sonatform
- Tema (musik)
- Toccata
- Variationsform

## Utbildningar
Musikteori är i varierande grad en del av de flesta utbildningar i sång och instrumentspel. Som separat ämne är musikteori ett undervisningsämne på musikutbildningar, och studeras främst av blivande musiker, kompositörer och musikvetare. 
Finland, Japan, USA och Storbritannien nämns ofta som länder som lägger en större vikt vid ämnet än andra [källa behövs].

### Sverige
I Sverige finns ämnet på musikhögskolornas program, på utbildningar i musikvetenskap med mera. 
Musikteori studeras nästan alltid i kombination med praktiska ämnen, till exempel notation, gehörsträning, arrangering, improvisation eller komposition.